# Serrières (Ardèche)
Serrières – miejscowość i gmina we Francji, w regionie Owernia-Rodan-Alpy, w departamencie Ardèche.
Według danych na rok 1990 gminę zamieszkiwały 1154 osoby, a gęstość zaludnienia wynosiła 291 osób/km² (wśród 2880 gmin regionu Rodan-Alpy Serrières plasuje się na 704. miejscu pod względem liczby ludności, natomiast pod względem powierzchni na miejscu 1589.).

## Populacja

Populacja Serrières w latach 1962-2008